# Albańczycy w Południowej Afryce
Albańczycy w Południowej Afryce – albańska mniejszość narodowa na terenie Południowej Afryki licząca w latach 10. XXI wieku około 40 osób; większość z nich zamieszkiwała Johannesburg. W 2021 roku oszacowano, że liczba ta wzrosła.

## Historia
Pierwsi Albańczycy przybyli do Związku Południowej Afryki przed II wojną światową; byli to kupcy pochodzący z zamożnych rodzin, którzy prowadzili działalność gospodarczą na terenie Johannesburga i Kapsztadu.
W 1981 roku w Johannesburgu osiedlił się Leka Zogu – następca albańskiego tronu. Szerszy napływ ludności albańskiej do Południowej Afryki nastąpił w 1991 roku.